# كم من الأثقال ترفع؟
كم من الأثقال ترفع؟ (باليابانية: ダンベル何キロ持てる？، بالروماجي: Danberu Nan-Kiro Moteru?) هي سلسلة مانغا يابانية من تأليف ياباكو ساندروفيتش ورسم مام. نشرت من قبل شوغاكوكان على موقع Ura Sunday، وعلى تطبيق MangaONE، منذ 5 أغسطس عام 2016. أنتجت إلى مسلسل أنمي تلفزيوني من قبل استوديو دوغا كوبو، عرض في 3 يوليو عام 2019 واستمر عرضه حتى 18 سبتمبر عام 2019، وتكون من 12 حلقة.

## القصة
تدور أجل القصة عن هيبيكي ساكورا هي فتاة في السنة الثانية في المدرسة الثانوية ولديها شهية نهمة، تؤدي إلى زيادة وزنها، تقرر الانضمام إلى صالة سيلفر غيم للألعاب الرياضية، وتكتشف أن أكيمي سوريوين زميلتها في المدرسة تفكر أيضًا في الانضمام.

## الشخصيات

### الشخصيات الرئيسية
هيبيكي ساكوراي (باليابانية: 紗倉 ひびき، بالروماجي: Sakura Hibiki)
أداء صوتي: فيروز آي
أكيمي سورسون (باليابانية: 奏流院 朱美، بالروماجي: Sōryūin Akemi)
أداء صوتي: سورا أماميا
أياكا أويهارا (باليابانية: 上原 彩也香، بالروماجي: Uehara Ayaka)
أداء صوتي: شيزوكا إيشيغامي
جينا بويد (باليابانية: ジーナ・ボイド، بالروماجي: Jīna Boido)
أداء صوتي: ناو توياما
ساتومي تاتشيبانا (باليابانية: 立花 里美، بالروماجي: Tachibana Satomi)
أداء صوتي: يوي هوريه
ناروزو ماتشيو (باليابانية: 街雄 鳴造، بالروماجي: Machio Naruzo)
أداء صوتي: كايتو إيشيكاوا

### شخصيات أخرى
هارنولد دوغيغينتشونيغار (باليابانية: ハーンノルド・ドゲゲンチョネッガー، بالروماجي: Hānnorudo Dogegenchoneggā)
أداء صوتي: تيشو غيندا
نانا أويهارا (باليابانية: 上原 ナナ، بالروماجي: Uehara Nana)
أداء صوتي: رينا ساتو
روميكا أينا (باليابانية: 愛菜 るみか، بالروماجي: Aina Rumika)
أداء صوتي: هاروكا توماتسو
ياكوشي كوري (باليابانية: 呉 夜叉، بالروماجي: Kure Yakusha)
أداء صوتي: ساياكا أوهارا
كوتارو ديري (باليابانية: 出入 苦多朗، بالروماجي: Deire Kutaro)
أداء صوتي: هيرويوكي يوشينو
جايسون سجاثام (باليابانية: ジェイソン・スゲエサム، بالروماجي: Jeison Sugeesamu)
أداء صوتي: يويتشي ناكامورا

## وصلات خارجية
- كم من الأثقال ترفع؟ على موقع Ura Sunday (باليابانية)
- موقع الأنمي الرسمي (باليابانية)
- كم من الأثقال ترفع؟ على موقع ANN manga (الإنجليزية)